# Eve Online
 (octobre 2022).
 (octobre 2022).
Eve Online est un jeu en ligne massivement multijoueur (MMORPG) à monde persistant, se déroulant dans un univers de science-fiction spatiale. Développé et édité par la société islandaise CCP, le jeu a été lancé le 6 mai 2003. Il se distingue par son vaste univers comprenant plus de 7 800 systèmes planétaires interconnectés, tous hébergés sur un unique serveur mondial.
Le jeu offre aux joueurs une grande liberté dans le choix de leurs activités, regroupées en cinq catégories majeures : industrie, commerce, exploration, missions joueur contre environnement et joueur contre joueur. Cette diversité permet aux joueurs de développer des stratégies variées et de s'engager dans une économie virtuelle complexe, gérée en grande partie par les joueurs eux-mêmes.
Eve Online se caractérise par un environnement de jeu ouvert où les interactions entre joueurs sont peu réglementées. Les activités comprennent la concurrence économique, les conflits armés, les manœuvres politiques et même l'escroquerie, à l'exception notable du harcèlement des nouveaux joueurs et des attaques personnelles, qui sont strictement interdits.
Le jeu est connu pour ses batailles à grande échelle, comme le massacre de M2-XFE fin 2020-début 2021, qui a impliqué plus de 13 000 joueurs et a entraîné les pertes virtuelles les plus coûteuses de l'histoire du jeu. Ces affrontements majeurs illustrent l'imprévisibilité et la complexité de l'univers d'EVE Online.
Depuis novembre 2016, EVE Online propose deux modèles d'accès : une version gratuite limitée (Alpha) et une version premium par abonnement (Oméga). En février 2013, le jeu a franchi le cap des 500 000 abonnés, marquant une étape importante dans son développement et sa popularité. La version française a été lancée le 30 septembre 2014, élargissant son accessibilité à la communauté francophone.
En reconnaissance de son impact culturel, EVE Online a été présenté au Museum of Modern Art de New York à travers une vidéo mettant en lumière les événements historiques et les réalisations notables des joueurs au sein du jeu.

## Histoire

### Avant l'incident
L'histoire d'EVE Online débute en 2730, avec la colonisation complète du système solaire par l'humanité. S'ensuit une période de prospérité et d'expansion dans la Voie lactée. Cependant, en 7987, l'humanité fait face à des problèmes de surpopulation et d'épuisement des ressources naturelles, entraînant des conflits.
Dans ce contexte, un trou de ver massif est découvert. Les explorateurs y trouvent une nouvelle zone spatiale riche en ressources, nommée Nouvel Éden. Pour stabiliser le trou de ver, une porte est construite : l'EVE Gate côté Nouvel Éden, et l'Adam Gate côté Terre.
L'humanité colonise rapidement Nouvel Éden sur trois générations, pendant 72 ans,,. Dans la galaxie de Nouvel Éden, l'EVE Gate se situe dans la région Genesis.

### Après l'incident
En 8061, l'effondrement de l'EVE Gate isola les colonies de Nouvel Éden de la Voie lactée. Un champ électromagnétique puissant remplaça le trou de ver, rendant toute communication impossible. La plupart des colonies, non autonomes, périrent dans les décennies suivantes. Les survivantes entrèrent dans une période appelée « L’Âge Sombre », qui dura jusqu'en 16262, marquée par la perte de technologies et de connaissances historiques.
Pendant cette période, certaines civilisations émergèrent mais disparurent, à l'exception des Joves, une race ayant survécu grâce à des modifications génétiques extrêmes. Trois autres anciennes civilisations — les Sleepers, Talocan et Yan Jung — sont connues principalement par leurs vestiges.
La fin de l'Âge Sombre est marquée par l'apparition des premiers Caldari. Cinq grandes sociétés se développèrent à partir des colonies survivantes, dont quatre devinrent les empires jouables d'EVE Online : Amarr, Caldari, Gallente et Minmatar, ainsi que la Direction Jove (PNJ),,.
Depuis la « Yoiul Conference » (YC) en l'an 23236, les quatre empires ont convenu d'une nouvelle synchronicité de la date EST (« Eden Standard Time »). L'an 23236 apr. J.-C. devient donc l'an YC 0.

### Races

#### Amarr
L'empire Amarr est une monarchie théocratique dirigée par un empereur césaropapiste. Bien que son autorité soit absolue, son pouvoir est limité par la bureaucratie et le système semi-féodal. Des seigneurs héritiers gouvernent de vastes domaines en son nom. Les Amarr, pionniers des voyages supraluminiques et la technologie des portes de saut après l'effondrement de l'EVE Gate, ont bâti le plus grand empire du jeu en conquérant les systèmes voisins et en asservissant les Minmatar,.

#### Caldari
L'État Caldari est fondé sur un capitalisme corporatiste extrême (la station commerciale la plus populaire se trouve à Jita en zone Caldari). Huit mégacorporations contrôlent 90 % des ressources de l'État et forment un Comité des chefs de Direction qui gouverne et arbitre les conflits majeurs. Même la police est gérée par des entreprises privées. L'État a une forte tradition militaire, héritage d'une guerre d'indépendance contre les Gallente qui a conduit à l'abandon de leur planète d'origine. Cette histoire a façonné leur société, avec les corporations devenant le moteur de la reconstruction. Bien qu'en paix depuis longtemps, les Caldari maintiennent une avance technologique militaire leurs capacités n'étant surpassées que par les mystérieux Joves.

#### Gallente
La Fédération Gallente est une société démocratique et libérale, fondée sur l'individualité et la liberté. Bien que les tensions entre liberté individuelle et contrôle gouvernemental soient constantes, elles stimulent une société dynamique et créative. Le gouvernement se compose de trois branches :
1. Exécutif : Un président élu pour un mandat unique de cinq ans.
2. Législatif : Un Sénat de 881 membres élus tous les cinq ans.
3. Judiciaire : Une Cour suprême de 13 juges nommés à vie.

Le lobbying joue un rôle important dans la politique. Le système judiciaire, bien qu'imparfait, s'appuie sur le rejet social comme moyen de punition efficace. Les Gallente descendent de colons français de Tau Ceti.

#### Minmatar
La République Minmatar est issue d'une civilisation tribale sur la planète Matar, réduite en esclavage par les Amarr pendant plus de 700 ans. Après une rébellion massive, les Minmatar ont formé leur république en s'inspirant des notions démocratiques des Gallente, unissant quatre grandes tribus. Pour eux, l'autonomie personnelle est primordiale, et ils s'identifient principalement par leur clan.
Les clans varient en taille selon leurs activités, se spécialisant dans des domaines comme l'agriculture ou le commerce. Bien que la République soit l'État officiel, seulement un quart des Minmatar y vivent, tandis qu'un tiers reste asservi par l'empire Amarr et un cinquième réside dans la Fédération Gallente. Les quatre tribus fondatrices de la République sont les Sebiestor, Krusual, Brutor et Vherokior.

### Factions de non-joueurs
La Fédération Gallente comprend plusieurs factions non jouables, allant des nations mineures aux cartels pirates,. Parmi elles :

#### Sociétés
- Mandat Ammatar[21] : État semi-souverain avec son propre consulat et flotte, mais économiquement lié à l'empire Amarr.
- Royaume Khanid[22] : Fondé par un ancien héritier Amarr, il a séparé ses domaines de l'empire tout en conservant certaines traditions amarriennes mêlées aux coutumes Caldari.
- Tribu Thukker[23] : L'une des sept premières tribus Minmatar, nomade et commerçante, opérant souvent à la limite de la légalité, leur ingéniosité étant plus déterminante que leurs activités criminelles.

#### Organisations non gouvernementales
- L'assemblée CONCORD[24] : Organisation indépendante facilitant les négociations entre les races pour améliorer les relations et favoriser le commerce interstellaire. Sa branche policière, la DED, agit comme Interpol et est financée par des douanes et la confiscation de marchandises de contrebande.

- EDENCOM[25] : Initiative de défense commune de Nouvel Éden, mise en place par CONCORD et les empires pour contrer les invasions des Triglavian.
- InterBus[26] : Compagnie de transport de fret et de personnes, respectant une politique stricte de confidentialité et de neutralité, ce qui en fait un choix privilégié pour les empires et le crime organisé.
- La Société de la Pensée consciente (SoCT)[27] : Fondée par un Jovien nommé Ior Labron, cette société est reconnue pour ses réalisations académiques et ses écoles réputées, attirant des familles riches désireuses d'y inscrire leurs enfants.

#### Organisations indépendantes
- Mordu's Legion[28] : Formée par un officier Caldari, cette légion a été créée avec des militaires Intaki après la guerre Caldari-Gallente. Devenue une force mercenaire, elle opère en dehors de l'espace Caldari et Gallente, acceptant des membres de diverses races.
- Outer Ring Excavations[29] (ORE) : Plus grande entreprise minière indépendante, ORE a quitté l'espace Gallente après avoir découvert des ceintures d'astéroïdes riches en Nocxium. Elle a établi sa base dans la région de Outer Ring pour protéger ses opérations.
- Servant Sisters of EVE[30] (SoE) : Organisation humanitaire qui aide les personnes touchées par la guerre et la famine, tout en soutenant des croyances religieuses mêlées à des faits scientifiques. Selon leur croyance, la porte EVE serait une passerelle vers le ciel et que Dieu réside de l'autre côté.
- The Syndicate[31] : Formé par des exilés Gallente, ce syndicat est un havre pour les pirates, tout en maintenant une certaine civilité pour les affaires. Les marchés du Syndicate sont remplis de marchandises de contrebande.

#### Organisations criminelles
- Angel Cartel[32] : La plus grande et mieux organisée des factions criminelles, basée dans la région de Curse. Commandée par les Dominations, elle est impliquée dans le vol, le sabotage et le kidnapping, recrutant des membres de toutes les races.
- Blood Raider Covenant[33] : Secte dérivée d'un ancien culte, les Blood Raiders drainent le sang de leurs victimes, croyant que le sang cloné est « plus pur ». Dirigés par Omir Sarikusa, ils sont bien organisés et ont établi des bases dans la région de Bleak Lands.
- Guristas Pirates[34] : Formés par d'anciens membres de la Marine Caldari, ces pirates agissent par cupidité. Ils lancent des raids depuis leurs bases proches de l'espace Caldari et sont considérés comme plus honorables que d'autres pirates, bien qu'ils restent dangereux.
- Sansha's Nation[35] : Fondée par Sansha Kuvakei, cette nation a évolué vers un état utopique avant de sombrer dans la piraterie après des expériences controversées. Ses restes se cachent encore dans les régions extérieures.
- Serpentis Corporation[36] : Initialement engagée dans la recherche technologique, elle est devenue un refuge pour les pirates. En collaboration avec le cartel Angel, elle est soupçonnée de produire des boosters neuronaux illégaux.

#### Les Précurseurs
- Les Jove[37] sont une race énigmatique d'EVE Online, possédant une technologie avancée et une histoire plus ancienne que toute autre race de New Eden. Cependant, ils souffrent d'une maladie psychologique mortelle qui entraîne une forte dépression, les poussant à s'isoler dans leur propre région de l'espace. Malgré leur déclin, leur technologie leur permet de repousser toute invasion[38].
- Les Drifters[39] sont une ancienne race dérivée des Jove, séparée durant l'un des empires jovien. Ils émergent des ruines de la civilisation Sleeper et utilisent une technologie avancée pour exercer un pouvoir redoutable contre quiconque s'oppose à eux.
- Le collectif Triglavian[40] est une civilisation humaine isolée dans l'Abysse, maîtrisant la mécanique spatio-temporelle et la technologie bioadaptative. Composée de clades souvent en désaccord, elle est engagée dans des hostilités avec les Drifters et a formé des alliances avec certains éléments des Rogue Drones.

## Système de jeu
Les mécaniques d'EVE Online rappellent la mécanique spatiale d'anciens jeux vidéo comme Elite, Wing Commander: Privateer, Freelancer ainsi que certains aspects de gestion d’équipements comme l'antique Sundog (en) (1984) ou de Nexus: The Jupiter Incident (2004), ou le mode de transactions de Darkstar One (2006). La progression du capsulier d'Eve Online diffère des autres MMORPG en ce qu'il n'a pas de points d'expérience ; chaque aptitude progresse du niveau 1 (en quelques minutes) au niveau 5 (en semaines ou en mois) sur la durée, même hors ligne.
Dans l'univers d'EVE Online, la technologie joue un rôle central dans la vie des capsuliers. Les capsules hydrostatiques, héritées des Joviens, permettent un contrôle précis des vaisseaux et assurent une résurrection rapide en cas de destruction. Les communications supraluminiques facilitent la coordination à travers la galaxie, tandis que les portails stellaires et les propulseurs de saut offrent des moyens variés de voyager entre les systèmes stellaires. Les boosters neuronaux augmentent les capacités cognitives des pilotes, et les structures comme les citadelles servent de bases avancées pour diverses opérations. Bien que courantes, ces technologies témoignent de l'ingéniosité des habitants de Nouvel Éden.

### Espace sidéral
Quoi que l'on fasse en plein espace, le joueur devra piloter un seul vaisseau afin d'effectuer du minage d’astéroïdes (ou d'aspiration de gaz), de combats contre d'autres vaisseaux (de joueurs ou non), de destruction d'objets célestes (en mission ou contre une base de corporation ennemie), du transport de fret, ou de passer dans des zones spatiales différentes de l'univers connu (via des trous de ver).
Afin de gérer l'extraction de ressources planétaires, un joueur devra s'approcher d'un centre de commandement spatial orbitant autour de la planète où il gère à distance l'installation au sol. 
L'extraction de ressources lunaires se réalise uniquement à l'aide d'une base spatiale de corporation.

#### Mode de voyage spatial
Pour se déplacer vers un autre système solaire, les joueurs utilisent le système de pointer-et-cliquer pour traverser des portails stellaires ou, plus rarement, accéder à des trous de ver, qui offrent des raccourcis temporaires et aléatoires à travers la galaxie.
Les joueurs doivent pointer un objet céleste pour rapprocher leur vaisseau, que ce soit en vitesse normale ou en mode warp. En mode warp, le vaisseau se déplace à une vitesse mesurée en unités astronomiques par seconde (au/s), tandis qu'en mode normal, la vitesse est exprimée en mètres par seconde (m/s). Pour interagir avec des objets célestes, le joueur peut amarrer son vaisseau, verrouiller une cible pour le combat ou l'extraction de ressources, ou ouvrir des conteneurs à proximité. 
Chaque système contient de nombreux objets célestes, nécessitant un filtrage pour faciliter l'accès. En mode warp, le vaisseau doit atteindre une certaine vitesse et être correctement aligné pour initier le voyage vers sa destination.
Les capsuliers disposent de plusieurs méthodes pour voyager entre les systèmes planétaires. 
- moteurs de distorsion (warp drives) : permettent aux vaisseaux de parcourir rapidement les distances au sein d'un même système planétaire. C'est un mode subliminique ;
- portails stellaires (stargates) : structures fixes aux confins du système solaire reliant deux systèmes spécifiques, formant un réseau complexe facilitant le déplacement à travers la Galaxie ;
- propulseurs de saut (jump drives) : équipent les vaisseaux capitaux tels que les titans et les supercuirassés, ils permettent des déplacements instantanés vers des balises cynosural générées par des vaisseaux spécialisés, offrant une mobilité stratégique avancée ;
- trous de ver (wormholes) : phénomènes spatiaux instables reliant des systèmes aléatoires, y compris des zones connues sous le nom d'espace de trou de ver (W-space). Ces passages offrent des opportunités d'exploration, de commerce et de combat, mais présentent également des risques en raison de leur nature imprévisible ;
- abîmes (abyssal deadspace) : zones instables accessibles via des filaments abyssaux, transportant les capsuliers dans une série de trois poches successives. Chaque poche présente des ennemis redoutables et des environnements hostiles, avec des niveaux de difficulté croissants, de T1 (Calme) à T6 (Chaotique). Les joueurs doivent compléter les trois poches dans un temps imparti, sous peine de destruction de leur vaisseau et capsule ;
- espace triglavian (Pochven) : région composée de 27 systèmes contrôlés par le Collectif Triglavian, offrant des opportunités de combat contre divers PNJ et des activités spécifiques. Accessible via des trous de ver spéciaux ou des filaments triglavians, l'entrée et l'utilisation des services nécessitent une réputation positive avec les Triglavians. Les systèmes sont interconnectés par des portails formant une boucle de conduit, avec des restrictions de vaisseaux et des exigences de réputation pour certains systèmes ;
- portails interstellaires : certains vaisseaux spécialisés, comme les cuirassés des forces spéciales, disposent de générateurs de portails interstellaires permettant de créer des passages temporaires pour d'autres vaisseaux, facilitant des déploiements rapides et stratégiques.

Ces diverses méthodes de déplacement sont essentielles pour la navigation, le commerce et les opérations militaires dans l'univers vaste et dynamique d'EVE Online.

### Station stellaire
Lorsqu'un joueur s'amarre à une station, qu'elle soit gérée par une corporation ou par des personnages non-joueurs, il peut effectuer plusieurs actions :
- Transactions commerciales : Le joueur peut acheter et vendre divers articles tels que modules, vaisseaux et minerais, en fonction de ses compétences.
- Gestion des vaisseaux : Il est possible de modifier les modules d'un vaisseau stationné, ainsi que de réparer ou de charger/décharger des marchandises.
- Inventaire et recherche : Le joueur peut gérer son inventaire, effectuer des recherches technologiques, y compris la copie et l'amélioration de plans de construction pour des modules ou des vaisseaux.
- Contrats : Il peut proposer ou exécuter des contrats rémunérés pour le transport ou la transaction de matériaux.
- Protection de la station : Le joueur a la possibilité de défendre la station de sa corporation en gérant directement l'armement contre d'éventuelles attaques.
- Missions : Des missions peuvent être acceptées auprès d'agents non-joueurs, qui sont rarement présents dans l'espace.
- Gestion des ressources : Le joueur peut également superviser le stock et les contrats de sa corporation.

### Capsule et clone
Les Gallentes et les Caldaris partagent un système solaire d'origine, ce qui a engendré une longue guerre durant la colonisation spatiale. Les chasseurs caldari avaient un avantage sur les vaisseaux gallentes, qui ont alors développé des drones pour contrer cette menace. Cependant, l'introduction de la capsule hydrostatique par les Joves a permis aux Caldaris de piloter leurs vaisseaux avec une efficacité accrue, nécessitant moins d'équipage tout en offrant une puissance supérieure. Cette technologie s'est rapidement répandue parmi les quatre factions, menant à la création des premiers capsuliers.

#### Capsulier
Pour devenir capsulier, il est nécessaire de faire partie d'une élite génétique ou de suivre un entraînement intensif. Seuls 14 % des postulants réussissent à passer les critères de sélection rigoureux. Le processus culmine avec une euthanasie pour abandonner leur corps d'origine et transférer leur esprit dans un clone. À peine 5 % des candidats atteignent cette étape finale.

#### Clonage
Le succès de la capsule repose également sur son intégration avec la technologie du clonage. Ce processus implique la transmigration de l'esprit d'un corps à un autre grâce à une technique appelée « numérisation transneurale à brûlure », qui utilise des méthodes avancées d'imagerie pour créer une copie détaillée du cerveau. Bien que ce processus permette de conserver souvenirs et personnalité, il endommage gravement le cerveau original, entraînant des lésions et la mort cellulaire. Par conséquent, cette numérisation n'est réalisée qu'au moment de la mort, et les données sont ensuite utilisées pour reconstruire le cerveau dans le clone,,.

### Environnement

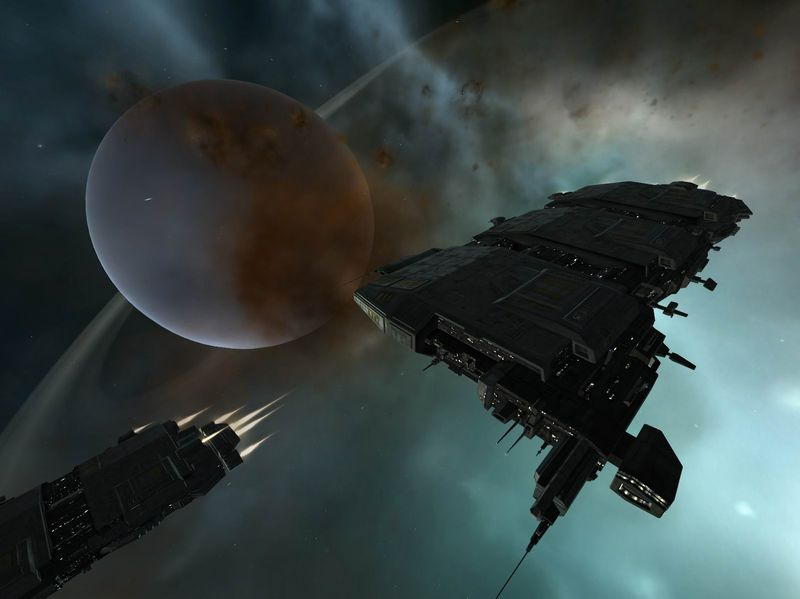
Capture d'écran du jeu montrant deux cargos Caldari.

#### Espaces de sécurité et police CONCORD
L'univers d'EVE Online est composé de plus de 7 800 systèmes planétaires répartis sur 64 régions. La sécurité de chaque système varie, influençant la protection des joueurs. Les nouveaux joueurs commencent dans les zones les plus sécurisées (niveau 1.0), où ils sont peu susceptibles d'être attaqués. Malgré la présence de la police CONCORD dans ces zones, des attaques suicides peuvent néanmoins survenir. Si le joueur venait à être attaqué durant son tutoriel, un rapport devrait être soumis à CCP :
Les niveaux de sécurité déterminent les réactions de CONCORD, la police spatiale :
- Sécurité 1.0 à 0.5 : Dans ces zones, tout agresseur sera rapidement détruit par la police, avec une intervention instantanée en sécurité 1.0 et un délai croissant jusqu'à 0.5.
- Sécurité 0.4 à 0.1 : Bien que des tourelles protègent certaines stations, un vaisseau lourdement armé peut ignorer cette défense.
- Sécurité 0.0 : Ces zones sont dépourvues de police et considérées comme extrêmement dangereuses.
- Sécurité -0.1 à -0.9 : Les zones à basse sécurité sont contrôlées par des alliances et sont particulièrement risquées.

#### Combat

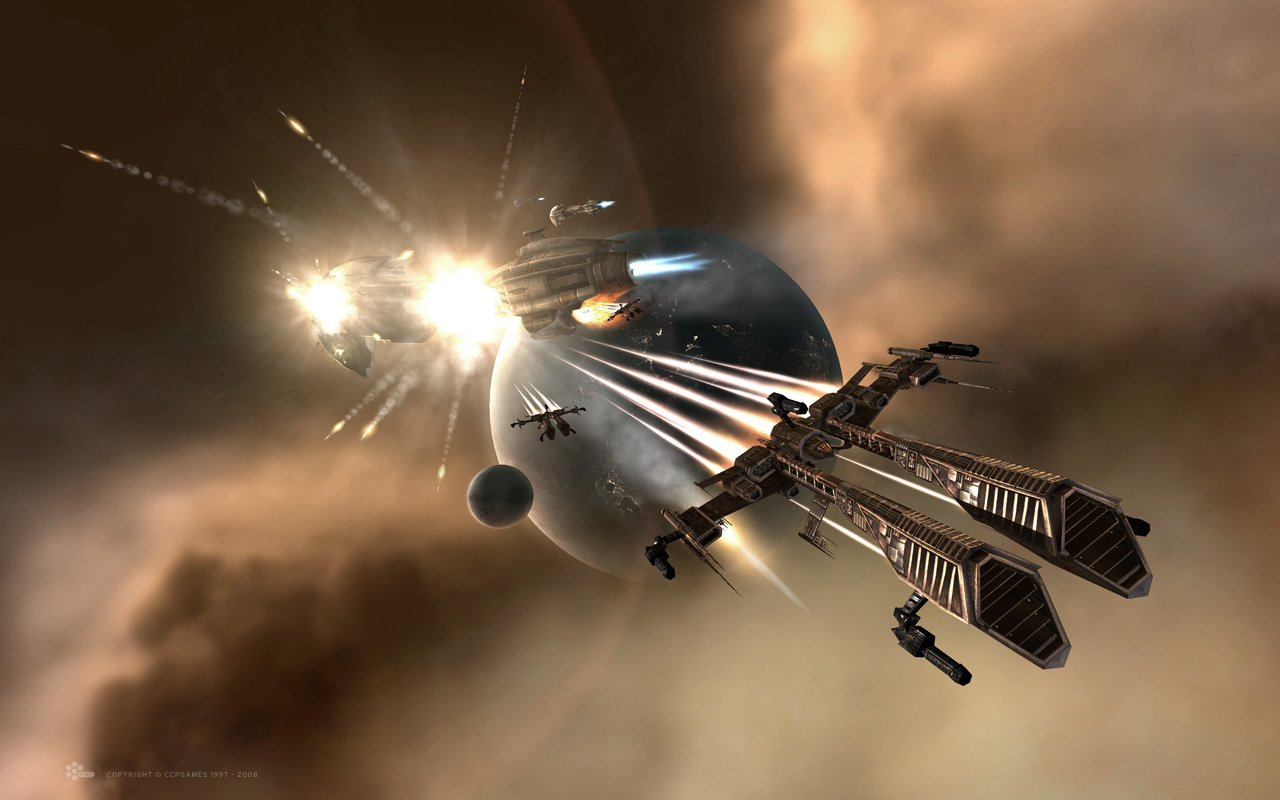
Deux Rifters venant de détruire un Armageddon ennemi.

Les joueurs peuvent engager leurs vaisseaux dans des combats contre d'autres joueurs ou des PNJ, y compris la police CONCORD, en proposant des duels sans craindre une intervention immédiate. Une corporation peut déclarer la guerre à une autre, et le conflit peut être résolu par des négociations ou le paiement de rançons. Pendant ce temps, le joueur pacifique peut se désincorporer pour entrer dans une corporation de non-joueur.
Les capsuliers peuvent également placer des contrats sur d'autres joueurs, offrant des récompenses à ceux qui réussissent à éliminer la cible.

#### Économie
Le commerce est essentiel dans EVE Online et repose sur l'extraction minière, la production et la récupération d'épaves. Les joueurs doivent se consacrer à des activités productives pour progresser, que ce soit par la vente de ressources extraites ou par la fabrication de modules et vaisseaux.
Les bénéfices augmentent dans les zones de basse sécurité et les trous de ver, où les risques sont plus élevés. Les prix des marchandises fluctuent en fonction de l'offre et de la demande près des stations orbitales. L'économie est également influencée par la spatiopolitique des alliances et les décisions stratégiques des spéculateurs.
Principaux nœuds commerciaux :
- Jita (The Forge) : Emplacement clé pour le commerce Caldari.
- Amarr (Domain) : Centre commercial majeur dans l'espace Amarr.
- Dodixie (Sinq Laison) : Importante place commerciale pour les Gallentes.
- Hek (Metropolis) : Nœud commercial essentiel pour les Minmatars.

#### Industrie, extraction & production
La production d'objets et de structures repose entièrement sur les efforts des joueurs, nécessitant plusieurs corps de métiers :
- Mineur : Extraction de ressources via des vaisseaux équipés de lasers.
- Raffineur : Transformation du minerai en minéraux dans une station appropriée.
- Explorateur/Récupérateur : Obtention de matériaux par exploration ou récupération dans des épaves.
- Industriel : Utilisation de plans de construction pour créer vaisseaux ou modules.
- Montage : Assemblage dans une usine d'assemblage.
- Commerçant : Vente et échange de produits.

Pour produire du matériel avancé (tech II), l'exploration est souvent nécessaire. La construction d'un vaisseau capital exige une quantité monumentale de ressources et un investissement considérable en temps et en argent.
L'industriel doit également améliorer ses plans de construction pour optimiser le processus d'assemblage et partager ses connaissances avec d'autres membres de sa corporation. La complexité du processus nécessite une planification minutieuse pour assurer rentabilité et succès dans un environnement compétitif.

## Personnage

### Création de personnage
Les joueurs d'EVE Online commencent par lancer le jeu et choisir un personnage, soit en sélectionnant un personnage déjà créé, soit en en créant un nouveau. La création d'un personnage débute par le choix d'une des quatre races jouables : Amarr, Gallente, Minmatar ou Caldari, chaque race offrant un accès à des styles de vaisseaux distincts. Le choix de la race n'entraîne pas d'avantages significatifs, si ce n'est l'accès à différents types de vaisseaux spécialisés.
Après avoir sélectionné une race, le joueur choisit une lignée et son sexe, avec la possibilité de modifier l'apparence physique par la suite. Cette apparence est principalement utilisée pour l'affichage du portrait du personnage, car celui-ci évoluera dans une capsule de survie intégrée à tous les vaisseaux pilotables. Les joueurs peuvent créer jusqu'à trois personnages par compte, mais ne peuvent apprendre des compétences que sur un seul personnage à la fois, sauf s'ils disposent d'options d'entraînement supplémentaires (l'EPP Entraînement de Plusieurs Personnages).
Chaque compte permet également d'avoir trois emplacements pour des personnages alternatifs. La file d'attente pour l'apprentissage des compétences ne peut être activée que pour un seul personnage à la fois et par compte, sauf si le compte possède des options spécifiques pour les autres personnages.

### Compétences et progression
Dans EVE Online, la progression des personnages se fait par l'amélioration des compétences plutôt que par l'accumulation de points d'expérience, un processus qui continue même lorsque le joueur est déconnecté. Les abonnés Oméga peuvent gérer une file d'attente de formation contenant jusqu'à 50 compétences, avec un calendrier d'apprentissage pouvant s'étendre sur dix ans. En revanche, les abonnés Alpha ont une file d'attente limitée à 24 heures et ne peuvent pas apprendre certaines compétences, avec un maximum de cinq millions de points de compétence.
La durée d'apprentissage des compétences dépend des implants et de certaines caractéristiques du personnage, telles que l'intelligence et la perception. Les personnages peuvent redistribuer leurs points de caractéristiques jusqu'à trois fois lors de leur création et une fois par an par la suite. Les compétences vont du niveau I à V, et atteindre le niveau V peut nécessiter des jours à des mois, en particulier pour les vaisseaux capitaux comme le Titan.
Les joueurs peuvent acquérir des compétences non encore apprises dans certaines stations ou via le gestionnaire de compétences. La spécialisation dans un domaine exige souvent l'acquisition préalable de compétences fondamentales. L'application Eve Portal permet aux joueurs d'accéder à des données de gestion de personnage.
La version Alpha du jeu offre une introduction aux nouveaux joueurs sans toutes les fonctionnalités. L'apprentissage complet des compétences est estimé à environ 40 ans, tandis que piloter le Titan nécessite plus de 240 jours d'apprentissage. Depuis une mise à jour en 2016, les joueurs peuvent acheter et vendre des injecteurs de compétences sur le marché, permettant ainsi un gain de temps dans l'apprentissage. Les injecteurs peuvent être achetés avec la monnaie du jeu (ISK, InterStellar Kredit) et permettent d'ajouter instantanément des points de compétence à un personnage.

#### Professions et autres activités
EVE Online en tant que jeu sandbox, n'impose pas d'objectifs prédéfinis aux joueurs. Les activités disponibles sont accessibles via la fenêtre « L’Agence », qui comprend des sections pour les agents et missions, les rencontres, l'exploration et la collecte de ressources. Les joueurs peuvent s'engager dans diverses missions proposées par des agents situés dans tous les systèmes, incluant des missions de combat, de transport, d'extraction de ressources, de recherche et développement, ainsi que des missions de chasse à primes.
La section « Rencontres » offre des défis intenses tels que des incursions, des guerres de factions, des affrontements avec des pirates et des explorations dans des zones mystérieuses appelées « Deadspace ». L'exploration permet aux joueurs de découvrir des sites inexplorés et potentiellement lucratifs.
Les joueurs peuvent également s'impliquer dans des professions variées. Les activités industrielles incluent la production de modules et de vaisseaux, tandis que le commerce permet d'acheter et de vendre des marchandises pour réaliser des bénéfices. Les combattants peuvent participer à des guerres entre corporations ou alliances, tandis que d'autres rôles incluent bêta-testeurs et contrebandiers.
Chaque joueur ou corporation peut influencer l'économie et la spatiopolitique de l'univers d'EVE Online par ses actions. L'univers étant vaste, les joueurs ont la liberté d'explorer et d'inventer leurs propres activités au-delà des options répertoriées et même jusqu'à un exploit.

#### Espionnage, vol, et double jeu
L'espionnage, le vol et le double jeu sont des éléments notables dans l'univers d'EVE Online, avec de nombreux cas survenus depuis le lancement du jeu. Ces incidents prennent de l'ampleur au fil du temps, illustrés par des exemples marquants survenus en 2009 et 2013. Dans ces cas, un espion infiltré dans une alliance parvient à gagner la confiance des membres, puis accède à un poste-clé lui permettant de dissoudre l'alliance ou de convaincre un autre membre de le faire.
Le 5 février 2009, l'alliance Band Of Brothers subit une attaque orchestrée par un espion de Goonswarm Federation, entraînant la perte d'environ 85 milliards d'ISK ainsi que du matériel et de la souveraineté sur plusieurs systèmes solaires. Le 1er juillet 2013, un espion infiltré dans l'alliance S2N Citizens devient président après plusieurs années, volant 400 milliards d'ISK et dissolvant l'alliance, ce qui a des répercussions sur les guerres de souveraineté en cours. Ces événements démontrent l'impact significatif que l'espionnage peut avoir sur la dynamique des alliances et des conflits au sein du jeu.

#### Comportement générant des frustrations
L'univers d'EVE Online permet une grande liberté d'action, mais cela entraîne également des comportements frustrants. Des pratiques telles que l'escroquerie et le vol, souvent considérées comme inacceptables dans d'autres MMORPG, sont autorisées dans ce jeu. Seul le harcèlement malveillant, prolongé et sans profit matériel, est prohibé par les développeurs. Échapper aux sanctions de CONCORD, la police spatiale du jeu, est également interdit, car cette entité est conçue pour être imparable.
Les joueurs peuvent s'engager dans des activités qui peuvent générer des frustrations chez les autres, mais ces comportements font partie intégrante de la dynamique du jeu. Les conséquences de ces actions peuvent influencer les relations entre joueurs et affecter l'expérience globale dans l'univers d'EVE Online.

### Communautés

#### Corporation et alliance
Dans EVE Online, les joueurs peuvent créer des corporations, qui leur permettent de mutualiser des ressources et des compétences, ainsi que de posséder leurs propres stations orbitales. Plusieurs corporations peuvent s'unir pour former ou rejoindre une alliance, renforçant ainsi leur présence collective.
Ces entités offrent une continuité de présence pour leurs membres et facilitent l'obtention et la préservation de souverainetés dans des régions à basse sécurité. Cela permet aux corporations d'exploiter les richesses de ces zones tout en construisant des vaisseaux capitaux, un processus qui nécessite des mois de construction et des ressources précieuses. La protection continue fournie par les stations spatiales est essentielle, car les plus grandes richesses se trouvent souvent dans des zones à haut risque.

## Premier vaisseau spatial
Le vaisseau spatial est un élément central dans EVE Online. Il abrite la capsule (ou pod) du pilote, qui est immergé dans un liquide et connecté au vaisseau de manière similaire au jeu Homeworld. Les capsuliers peuvent voyager dans leur capsule sans protection lorsqu'ils ne pilotent pas un vaisseau.
Pour les nouveaux joueurs, l'interface « Agence » offre un accès aux missions et aux agents. Le didacticiel fournit des missions lucratives et des vaisseaux gratuits, suivi par l'intrigue épique Des Étoiles tachées de sang, qui offre des récompenses substantielles.
EVE Online propose plus de 350 vaisseaux, allant de la corvette pour débutants au Titan, un super vaisseau capital. Ces vaisseaux sont classés selon leur origine raciale et leur rôle spécifique. Chacun est conçu pour exceller dans un rôle particulier, que ce soit en solo, en soutien, en tant que tank ou dans de grandes batailles.
Les types de vaisseaux comprennent des barges de minage, des frégates d'exploration, des cuirassés pour des missions de haut niveau, des vaisseaux de transport de fret et des vaisseaux furtifs pour la reconnaissance. Pour piloter efficacement un vaisseau, les joueurs doivent acquérir les compétences de pilotage de base et améliorer celles qui augmentent l'efficacité des fonctions spécifiques du vaisseau et de ses modules.
Les versions avancées (« Tech II ») des vaisseaux entre la frégate et le cuirassé offrent plus de possibilité ou de puissances. La classe des croiseurs est disponible dans une version stratégique (« Tech III »).

### Équipements du vaisseau
La maîtrise et la personnalisation des vaisseaux sont des éléments centraux du gameplay. L'onglet Équipement permet aux joueurs de visualiser et de modifier les attributs de leur vaisseau, notammentl'armement, les défenses et d'autres modules. Un simulateur est disponible pour tester les nouveaux modules et évaluer leurs effets sur les performances du vaisseau.
La majorité des vaisseaux disposent de quatre types d'emplacements pouvant recevoir des modules :
- inférieurs : pour le blindage, la réparation de coque et la gestion du CPU ;
- intermédiaires : dédiés au bouclier, à sa régénération et à la gestion de l'énergie ;
- supérieurs : pour l'armement, le minage, l'aspiration de gaz, la furtivité et d'autres fonctions offensives ;
- modules d'optimisation : permanents et détruits lors du retrait.

Certains modules nécessitent des charges comme des munitions, des batteries de secours ou des scripts de radars. La plupart des vaisseaux sont également équipés d'un hangar à drones pour diverses fonctions.
Les joueurs doivent vérifier leur équipement avant de quitter une station, car les modifications en vol sont impossibles. Des bibliothèques d'équipement personnelles ou de corporation facilitent le changement rapide de configuration selon les besoins.
L'apparence du vaisseau peut être personnalisée par des skins, ajoutant une dimension esthétique à la personnalisation.

### Spécialités des races
Dans EVE Online, chaque race possède une philosophie de conception de vaisseaux distincte, reflétant son histoire et sa culture.
Les navires minmatar sont rapides et agiles, mais fragiles, utilisant des armes à projectiles comme l'artillerie et les canons automatiques. Leur stratégie repose sur la vitesse pour éviter les tirs ennemis. Les vaisseaux amarr sont lourds et fortement blindés, équipés de puissantes armes laser à énergie. Ils privilégient la force brute et la résistance. Les navires gallente sont élégants, ont un blindage renforcé, et sont spécialisés dans le déploiement de drones robotiques. Ils utilisent également des armes hybrides à haute vitesse, comme les canons électriques. Enfin, les vaisseaux caldari sont  moins blindés, mais protégés par des boucliers énergétiques puissants. Ils excellent dans le combat à longue distance, utilisant des missiles, des torpilles et des canons hybrides.
Chaque race présente des exceptions à ces règles, offrant une diversité dans les options de jeu et les stratégies possibles.

## Extensions et projets connexes

### Extensions
Comme dans la plupart des jeux massivement multijoueurs, des mises à jour sont effectuées régulièrement. De plus, des extensions gratuites sortent au rythme d'environ deux par an, et apportent de plus grands changements. Voici les extensions des dernières années.
- Evolved (28 juin 2022)[65]. Premier pas sur Eve à nouveau améliorée (agents d'orientations [environnement des missions remastérisé et immersif, fenêtre de discussion de l'agent…] ; nouveau Programme de carrière de l'AIR) améliorations majeures de l'interface utilisateur (Photo UI ; moteur du jeu modernisé avec l'intégration de DirectX 12, détails, formes et textures des vaisseaux), de l'immersion sonore et des textures (y compris les fonds galactiques), refonte des missions de carrières (graphismes détaillés…).
- Uprising, (8 novembre 2022)[66]. Nouveau système d’affrontements (carte des fronts, opérations de commandement, arrière-garde, panneau d'affichage de propagande, dépôts/cachettes…). Nouveaux vaisseaux de la Navy, nouvelle corporation Paragon. Améliorations : visuels des hangars des structures Upwell, résolutions, images par seconde, compatibilités…
- Viridian (13 juin 2023)[67] : Gestion des corporations : nouveaux outils. Personnalisation des structures Upwell et vaisseaux. quatre nouveaux vaisseaux supercuirassés lanciers Tech II. Améliorations visuelles. Opportunités sociales : renforcement des relations entre joueurs, coopération.
- Havoc (14 novembre 2023)[68]. Alignement avec les pirates : possibilité de rejoindre le cartel Angel ou les Guristas. Nouveaux vaisseaux : titan Azariel et croiseur de combat Khizriel. Projets de corporation : améliorations et nouveaux types de projets. EVE Vanguard : introduction d'un module FPS connecté à EVE Online.
- Equinox (11 juin 2024)[69]. Structures Upwell : introduction du grappin orbital pour l'extraction de nouvelles ressources planétaires et de la foreuse lunaire Metenox pour une exploitation minière automatisée. Personnalisation des vaisseaux : création de skins personnalisés. Améliorations corporations : refonte de la fenêtre de gestion. EVE Vanguard : mise à jour majeure.
- Revenant (12 novembre 2024)[70]. Nouveaux vaisseaux : destroyer Tholos et croiseur de combat Cenotaph. Repaires de mercenaires. Projets de corporation : améliorations et suivis. Skins de corporation exclusifs et personnalisables. Améliorations communautaires : ajustements de vaisseaux, nouveaux sites de reliques.

### Projets abandonnés
Dust 514 était un jeu de tir à la première personne (FPS)/jeu de stratégie en temps réel (RTS) développé par CCP Games, conçu pour interagir avec l'univers d'EVE Online, lancé officiellement le 14 mai 2013 et fermé le 31 mai 2016. Malgré son concept innovant, le jeu n'a pas réussi à maintenir une base de joueurs suffisante sur le long terme, conduisant à sa fermeture en 2016.
Les quartiers du capitaine était une fonctionnalité introduite en juin 2011 avec l'extension Incarna et retirée en 2017,. Cette caractéristique offrait aux joueurs un espace personnel pour leur avatar à bord des stations spatiales, ajoutant une dimension plus immersive au jeu. Cependant, son retrait reflète un changement dans les priorités de développement de CCP, privilégiant les aspects spatiaux et stratégiques du jeu plutôt que l'expérience personnelle des avatars. Cette décision s'aligne sur les préférences exprimées par la communauté des joueurs, soulignant l'évolution constante d'EVE Online en réponse aux retours des utilisateurs.

## Serveurs, batailles, mémoire

### Serveurs
EVE Online se distingue par son approche unique de gestion des serveurs et de sa population de joueurs. Contrairement à la plupart des MMORPG, le jeu fonctionne principalement sur un seul serveur mondial, nommé Tranquility, permettant à tous les joueurs d'interagir dans un univers unique et persistant. Cette approche favorise une expérience de jeu unifiée et une économie globale.
Le jeu a connu une croissance significative de sa base de joueurs au fil des années. En juillet 2008, EVE Online comptait plus de 230 000 comptes actifs, atteignant 450 000 en décembre 2012, puis dépassant les 500 000 joueurs en février 2013. Le record de connexions simultanées s'élève à 65 303 joueurs,.
Outre le serveur principal Tranquility, EVE Online dispose de plusieurs autres serveurs :
- Serenity, dédié aux joueurs chinois ;
- Singularity (« Sisi »), serveur de test public pour les nouvelles fonctionnalités ;
- Thunderdome, utilisé pour des événements spéciaux et des tournois.

Des serveurs de test non publics fonctionnent également, tels que Multiplicity pour les correctifs et Chaos pour le développement initial. Cette structure de serveurs permet à CCP Games de maintenir et d'améliorer le jeu tout en offrant une expérience stable aux joueurs.

### Batailles épiques, records
Les batailles suivantes présentent une progression dans la charge de joueurs connectés à un seul serveur animant un système. Au début de 2021, la charge maximale se situe à un peu plus de 6 700 joueurs dans un même système.
- Bataille d'Asakai : à la suite d'une erreur d'un seul pilote, dans la nuit du 27 au 28 juillet 2013, la première grande bataille de l'histoire du jeu a eu lieu dans le système 6VDT-H avec un record de participation de 4 070 joueurs dans un seul système[80].
- Bain de sang (« Bloodbath ») à B-R5RB[81] : le 27 janvier 2014, un défaut de paiement (nécessaire au maintien du contrôle d'un système) a déclenché la guerre durant 21 heures. 12 000 personnes ont regardé en direct sur Twitch le déroulement de la bataille[82]. Les participants étaient au nombre de 7 548, dont 2 670 simultanément dans le système. À la suite d'une demande de joueurs, CCP a dressé un monument commémoratif intitulé « Titanomachy » sur les lieux du carnage virtuel. Cette bataille constitue la deuxième plus grosse perte en ISK.
- La bataille World War Bee I, système M-OEE8[83] : le 28 mars 2016, 5 806 capsuliers sont impliqués dans cette bataille.
- Le siège à 9-4RP2[84] : le 23 janvier 2018, 6 142 capsuliers occupent le système sans grand combat. Durant la convention Fanfest 2018, on annonce la validation du record auprès du livre Guiness des records pour le plus grand nombre de joueurs impliqués dans une même bataille PvP.
- La bataille World War Bee II[85] : entre le 6 et 7 octobre 2020, 8 825 joueurs ont participé au combat durant 12 heures.
- Frénésie de FWST-8 atteint deux records certifiés par le Livre Guinness des records[86] : « plus grand combat PvP multijoueur pour un jeu vidéo » (8 825 joueurs) et « plus grand nombre de participants en simultané à un combat PvP multijoueur pour un jeu vidéo » (6 557 joueurs).
- Le massacre en M2-XFE[87], le 30 décembre 2020, dure près de 13 heures et implique 6 885 joueurs, dont 5 158 simultanément. Cette bataille est la première plus grosse perte en ISK, triplant celles des deux précédents scores (B-R5RB de 2014 et le premier volet de X47L-Q[88] en 2018).
- La revanche en M2-XFE[87] : le 2 janvier 2021, durant près de 14 heures, 770 joueurs sont mobilisés, atteignant par moments 6 739 dans le système M2-XFE (champ de bataille). Les forces en présence dans les trois systèmes ont ponctuellement représenté 35 % des joueurs connectés.

Plus de douze autres batailles ont dépassé les mille milliards d'ISK en perte.

### Décès de Sean Smith,aliasVile Rat
Le 11 septembre 2012, Sean Smith, un diplomate américain et joueur renommé d'EVE Online, a perdu la vie lors d'une attaque contre le consulat américain à Benghazi, en Libye. Connu sous le pseudonyme de Vile Rat dans le jeu,, Sean Smith était un diplomate respecté au sein de l'Alliance Goonswarm Federation et un ancien membre du Conseil de gestion des parties prenantes (CSM) d'EVE Online.
Dans l'univers virtuel d'EVE Online, Vile Rat était reconnu pour ses compétences diplomatiques et sa capacité à résoudre des conflits entre factions rivales. Sa mort a profondément marqué la communauté du jeu, suscitant de nombreuses manifestations de deuil et de respect. Des centaines de messages de condoléances ont été envoyés des endroits les plus divers du monde.
En hommage à Sean Smith, les joueurs ont organisé diverses commémorations in-game, notamment :
- le renommage de nombreux avant-postes appartenant à la ClusterFuck Coalition (CFC) en son honneur ;
- une cérémonie « Cyno-Candle » dans le système UMI-KK, où des centaines de joueurs ont formé l'inscription « RIP Vile Rat » en utilisant des générateurs de champ cynosural[93] ;
- la création et le partage de nombreuses images commémoratives.

Cet événement a illustré la façon dont les liens sociaux formés dans les jeux en ligne peuvent transcender le virtuel et avoir un impact significatif dans le monde réel, soulignant l'importance des communautés de joueurs dans les MMORPG comme EVE Online. 

## Récompenses
Ce jeu a été nommé aux MMORPG.com awards 2009 et a obtenu les prix suivants :
- société favorite des joueurs ;
- jeu avec les meilleurs graphismes ;
- jeu offrant le meilleur système PvP ;
- et meilleur jeu.

De nombreuses autres récompenses ont été décernées depuis 2004, aussi bien pour EVE Online que pour CCP, de la société la plus innovante à la meilleure communauté.

## Comptes et abonnements
EVE Online, lancé le 6 mai 2003, a connu plusieurs évolutions dans son modèle de distribution et d'abonnement. Initialement, le jeu était édité par Simon & Schuster Interactive en version boîte. En décembre 2003, CCP a racheté les droits de distribution et a commencé à proposer le jeu en téléchargement sur son site web. Depuis début 2008, EVE Online est également disponible sur Steam. Le 10 mars 2009, le jeu est revenu en version boîte dans certains pays, cette fois édité par Atari Inc,.
Depuis le 15 novembre 2016, deux versions du jeu sont accessibles. La version gratuite Alpha permet un accès limité aux vaisseaux allant des frégates aux croiseurs de bataille, avec certaines fonctionnalités restreintes et une limite de cinq millions de points de compétences. En revanche, la version payante Oméga offre un accès complet à toutes les fonctionnalités et permet d'acquérir des compétences deux fois plus rapidement.
Le système PLEX (Pilot's License Extension) est également en place, permettant aux joueurs d'acheter un objet monnayable dans le jeu ou hors jeu, ce qui leur donne la possibilité d'obtenir du temps de jeu ou d'autres avantages.
Entre 2015 et 2020, EVE Online a maintenu une moyenne stable d'environ 33 000 comptes joueurs connectés simultanément. Ce système à deux niveaux permet à CCP de proposer une version d'essai étendue tout en maintenant un modèle économique basé sur l'abonnement pour les joueurs souhaitant accéder à l'intégralité du contenu.